# Seznam norveških pisateljev
Seznam norveških pisateljev.

## A
Hans Aanrud - Frøydis Alvær - Ingvar Ambjørnsen - Tryggve Andersen - Nini Roll Anker - Peter Christen Asbjørnsen - Kjell Askildsen - Ivar Aasen

## B
Ari Behn -
André Bjerke - Jens Bjørneboe -
Bjørnstjerne Bjørnson -
Johan Bojer -
Johan Borgen -
Emil Boyson -
Oskar Braaten -
Pål Brekke - Tor Åge Bringsværd - Tiril Broch Aakre -
Olaf Bull -

## C
Hjalmar Christensen - Sigurd Christiansen - Camilla Collett -

## D
Ingebjørg Dahl Sem - Gro Dahle -
Petter Dass -
Olav Duun - Vilhelm Dybwad

## E
Peter Egge -
Kristian Elster -
Dorothe Engelbretsdotter - Tomas Espedal - Eivind Hofstad Evjemo -

## F
Else Færden - Matias Faldbakken - Ronald Fangen - Johan Falkberget - Erika Fatland - Helga Flatland - Kjartan Fløgstad - Jon (Olav) Fosse - Nikolaj Frobenius

## G
Jostein Gaarder - Arne Garborg - Hulda Garborg - Trygve Gulbranssen -

## H
Bergljot Hobæk Haff -
Inger Hagerup - Klaus Hagerup -
Knut Hamsun -
Erik Fosnes Hansen -
Olav H. Hauge -
Peter Andreas Heiberg -
Hans Herbjørnsrud -
Kristofer Hivju -
Sigurd Hoel -
Edvard Hoem -
Gunvor Hofmo - 
Ludvig Holberg -
Tone Hødnebø -

## J
Hans Jæger -
Kristofer Janson - Jahn Otto Johansen

## K
Alexander Kielland -
Hans Ernst Kinck -
Odd Klippenvåg -
Karl Ove Knausgård -
Thomas Krag -
Vilhelm Krag -
Tom Kristensen -

## L
Jonas Idemil Lie - Thomasine Lie - Idar Lind - Erlend Loe - Nina Lykke - Maja Lunde

## M
Stein Mehren - Jon Michelet - Jørgen Moe - Arve Moen -

## N
Jo Nesbø - Olaug Nilssen

## O
Tor Obrestad - Sigbjørn Obstfelder - Frode Sander Øien - Arthur Omre - Hanne Ørstavik - Kristian Ottosen - Arnulf Øverland -

## P
Maria Parr - Per Petterson -

## R
Agnes Ravatn - Harald Rosenløw Eeg

## S
Cora Sandel -
Gabriel Scott - Zeshan Shakar - Linn Skåber -
Amalie Skram - Christian Skredsvig -
Dag Solstad - Gunnar Staalesen - Lars Petter Sveen

## T
Max Tau -
Johan Turi -
Odd Karsten Tveit -

## U
Linn Ullmann - Sigrid Undset - Kristofer Uppdal -

## V
Johan Vibe -
Kjersti Vik -
Aasmund Olafsson Vinje -
Tarjei Vesaas -
Jan Erik Vold -

## W
Herbjørg Wassmo - Johan Sebastian Welhaven - Henrik Wergeland